# Nova Best Of
Nova Best Of is een Compilatiealbum van de band Nova. Het album is uitgebracht in 1991 door Red Bullet, net als de meeste albums van Peru. Er staat onder andere de originele versie van het nummer Xenos op. Nummer 1-hit Aurora staat er eveneens op. Het albumhoes is gelijk aan die van Quo Vadis, alleen is deze wat verkleind.

## Tracklist
1. Cygnus (V. Es/ Kommers/ Papen) (3:41)
2. Phase (V. Es/ Kommers) (4:37)
3. Pulsar (V. Es/ Kommers/ Papen) (3:10)
4. Crystal (V. Es/ Kommers/ papen) (3:32)
5. Jig  (V. Es/ Kommers/ Papen) (2:45)
6. Aurora (Nova) (3:44)
7. Clear Up (Nova) (3:34)
8. Ariane (Nova) (2:53)
9. Arrivé (Nova/ Pilgram) (5:49)
10. Xenos (Nova/ Pilgram) (5:19)
11. Horizon (Nova/ Pilgram) (4:01)
12. Terra (Nova/ Pilgram) (4:10)
13. Sol (Nova/ Pilgram) (4:55)
14. La Luna (Nova/ Pilgram) (4:09)
15. Exit (Nova/ Pilgram) (4;08)

## Links
- http://www.discogs.com/Nova-Best-Of/release/700698